# Espero (F 576)
La fregata Espero è stata un'unità missilistica e anti sommergibile, della Marina Militare Italiana che appartiene alla Classe Maestrale. Costruita a Riva Trigoso, la nave è stata varata il 19 novembre 1983, entrando in servizio il 4 maggio 1985, e radiata nel giugno 2021.

## Servizio
La nave ha avuto un'attività molto intensa come tutte le navi della classe ed ha partecipato nella prima parte di questo decennio all'operazione Enduring Freedom.
La Campagna in centro-sud America del 1987 (campagna addestrativa, svolta con l'Unità Navale “gemella” Euro, toccando i porti di Cagliari (Italia), Dakar (Senegal), Rio de Janeiro (Brasile), Buenos Aires (Argentina), Montevideo (Uruguay), S. Salvador de Bahia (Brasile), Port of Spain (Repubblica di Trinidad e Tobago-Caraibi), La Guaira (Venezuela), S. Juan de Portorico (Puerto Rico), Norfolk (Virginia-USA), Hamilton (Bermuda), Ponta Delgada (Azzorre), dal 08-06 al 27-09.
Operazione “Golfo 1” dal 2 marzo all'11 agosto del 1988 (missione nata in seguito al protrarsi degli scontri Iran-Iraq per proteggere il naviglio mercantile, in transito nelle acque del Golfo Persico, dai possibili attacchi perpetrati da Unità iraniane); nel 1989 e nel 1991 la NAVOCFORMED (NATO Naval On-Call Force Mediterranean, dispositivo alleato multinazionale di reazione rapida nel Mediterraneo).
Dal 18 giugno al 12 luglio 1991 la Joint OPS IT/US (Mediterraneo Orientale); dal 10 settembre al 17 ottobre 1991 l'esercitazione “Stendardo” ed esercitazione NATO “Display Determination (Emergency Deployment Readiness exercise).
Dal 1 febbraio al 25 maggio 1992 Operazione “Sharp Fence” e “Mare Nuovo 93-1” (missione condotta nelle acque internazionali dell'Adriatico al largo delle coste della Ex-Jugoslavia, al fine di assicurare l'embargo del traffico di armi verso la Ex-Jugoslavia, sotto l'egida dell'Unione Europea).
Dal 5 settembre al 20 dicembre 1993 Operazione “Sharp Guard” (missione condotta al fine di assicurare l'applicazione delle sanzioni economiche e l'embargo delle armi stabilite dal Consiglio di Sicurezza delle Nazioni Unite nei confronti della Ex-Jugoslavia).
Operazione “Sharp Guard”, dal 27 aprile al 30 maggio del 1994.
Operazione “Sharp Guard”, dal 4 febbraio al 13 marzo 1995.
BOST (Basic Operational Sea Training) ovvero un periodo di addestramento NATO congiunto svolto in Gran Bretagna per sviluppare capacità di reazione e gestione degli eventi di Difesa Passiva, dal maggio ad agosto dello stesso anno.
Dal 2 gennaio al 24 marzo 1996 Operazione “Sharp Guard” e “MIDOP 2-96” - STANAVFORMED (Standing Naval Force Mediterranean, forza navale della NATO attivata il 30 aprile 1992).
Dal 9 settembre al 19 ottobre 1996 Addestramento Avanzato “Ministrex IT-US” e “Dinamic Mix 96” (esercitazione NATO combinata, interforze, che rifletteva tutta la gamma di operazioni di combattimento, compreso il mantenimento della pace e la gestione della crisi); Nel 1997 Controllo Antimmigrazione clandestina (Albania) (dal 21-02 al 18-04 e dal 03-05 al 13-06); dal 2 giugno al 21 luglio e dal 20 agosto al 13 dicembre 1998 partecipa alla STANAVFORMED e Operazione “Determined Force” (Operazione NATO composta da forze multinazionali per contribuire alla stabilizzazione dell'area balcanica).
Dal 19 gennaio al 4 maggio 2000 partecipa di nuovo alla STANAVFORMED;dal 26 gennaio al 9 marzo 2003 Esercitazione “MECO” (“Mise En Condition Opérationelle” Addestramento avanzato in collaborazione con la Marina Francese).
Dal 5 settembre 2004 al 19 febbraio 2005 Operazione “Enduring Freedom
 Resolute Behaviour” (pattugliamento in Mar Arabico attivato dopo gli attentati dell'11 settembre 2001).
Dal 21 settembre al 16 dicembre 2005 Operazione “Active Endeavour”(pattugliamento in Mar Mediterraneo sotto il Comando della NATO al fine di prevenire traffici terroristici o di armi di distruzione di massa e, più in generale, per garantire la sicurezza della navigazione) - STANAVFORMED.
UNIFIL – Operazione “Leonte” (United Nation Interim Force in Lebanon, Forza di interposizione in Libano allo scopo di effettuare operazioni di interdizione marittima nei confronti di traffici illeciti lungo le coste libanesi, ambito ONU), dal 03 al 19 ottobre 2006.
UNIFIL II – “Impartial Behaviour” (EUROMARFOR – Forza Marittima Europea), dal 20 febbraio al 5 giugno 2008.
Operazione “Active Endeavour”, da novembre a dicembre 2010.
Dal 15 febbraio al 26 giugno 2011 Operazione “Atalanta” (nata per il contrasto alle attività di pirateria nel Golfo di Aden e lungo le coste della Somalia).
Dal 7 all'11 novembre 2011 IONIEX 2011 (Esercitazione bilaterale Italia-Russia).
Dal 9 al 24 febbraio 2012 PROUD MANTA 2012 (Esercitazione avanzata ambito NATO finalizzata alla interoperabilità e cooperazione aerea, di superficie e sotto la superficie)
Dal 14 maggio al 1º giugno 2012 Esercitazione “Mare Aperto-Amphex 2012”
Dal 6 al 19 febbraio 2013 Operazione “Vi.pe./Constant Vigilance” (per il controllo dei flussi migratori e la vigilanza pesca);
Dal 26 settembre al 7 ottobre 2013 Esercitazione “Mare Aperto/ Brillant Mariner 2013”.
Dal 7 al 10 ottobre 2013 Esercitazione “Passex Italo-Francese”.
Nel 2013 e 2014 presenza e sorveglianza in Mar Mediterraneo e partecipazione all'operazione “Mare Nostrum”.
Ha lasciato il servizio attivo il 31 dicembre 2018 entrando in stato di ridotta tabella di disponibilità, preludio alla radiazione.
Il 30 giugno 2021 si è tenuta a Taranto la cerimonia dell'ultimo ammaina bandiera  alla presenza numerose altre autorità militari e civili che hanno sancito l'effettiva uscita della Nave dalla squadra navale.

## Nome
In precedenza altre due unità della Regia Marina avevano portato il nome Espero, che nella mitologia greca era il leggendario signore delle terre d'occidente, figlio di Astreo e di Eos che, secondo una tradizione, dopo essere salito sulle spalle di Atlante per vedere le stelle più da vicino, scomparve travolto da un uragano e in sua memoria, venne dato il suo nome all'astro che compare per primo, alla sera, e che annuncia il tempo del riposo. Secondo altre tradizioni, Afrodite se ne invaghì e lo rapì in cielo per trasformarlo in astro e divenne così l’astro più bello del cielo. I Latini lo chiamarono Vesper, identificandolo con il pianeta Venere alla sera. Espero è anche il nome del vento di Ponente un vento del Mar Mediterraneo che spira da Ovest.
La prima unità fu un cacciatorpediniere della classe Nembo costruito nei cantieri Pattison di Napoli, varato nel 1904 ed in servizio nella Regia Marina dal 1905 al 1923. Durante la prima guerra mondiale operò nell'Adriatico e nello Ionio per la difesa costiera e alla fine della guerra partecipo alla difesa delle città di Pola e Fiume. Tra il 1908 e il 1910 venne modificato per la propulsione a nafta ed i due fumaioli vennero sostituiti con tre di minori dimensioni ed ebbe alcune modifiche all'armamento. Durante la guerra imbarcò attrezzature poppiere per il trasporto e la posa di torpedini, mentre nel dopoguerra venne eliminato un fumaiolo ed arretrata la plancia. Nel dopoguerra durante le vicende dell'occupazione di Fiume da parte del poeta Gabriele d'Annunzio e della Reggenza italiana del Carnaro la nave, che aveva compiti di scorta sulla rotta Trieste-Sebenico, passò dalla parte di D’Annunzio, raggiungendo Fiume l'8 dicembre 1920. Il 26 dicembre dello stesso anno, durante il cosiddetto Natale di Sangue, l’Espero fu cannoneggiato ed incendiato dalla corazzata Andrea Doria, riportando gravi danni e una delle vittime del Natale di Sangue, il marinaio Desiderato Rolfini, apparteneva infatti all'equipaggio della nave. Nel gennaio 1921 l’Espero rientrò a Pola e, come le altre navi che si erano schierate con i legionari fiumani, venne disarmato e radiato per poi essere re-inscritto nei ruoli del naviglio militare – il 16 gennaio 1921 – con il nome Turbine, già appartenuto ad una unità gemella perduta in guerra.
Nel 1921 venne classificato torpediniera e rinominato Turbine e fu dislocato a Venezia, presso la Scuola meccanici, per l'istruzione pratica degli allievi, prima di essere definitivamente radiato nel 1923.

Il precedente Espero

La seconda unità fu un cacciatorpediniere della classe Turbine costruito nel cantiere Ansaldo di Genova, entrato in servizio il 30 aprile 1928. Nel 1932 venne dislocato in Cina e durante la guerra civile spagnola, compì varie missioni nel Mediterraneo occidentale per la repressione del contrabbando di materiale bellico e la protezione del traffico marittimo. Assegnato alla base di Taranto venne periodicamente dislocato a Tobruk e venne affondato al largo delle coste libiche dall'incrociatore leggero australiano Sidney il 28 giugno 1940. Sorpreso da una formazione nemica e colpito alle prime salve, la nave si immolò manovrando per proteggere la ritirata delle altre due unità che l'accompagnavano, le gemelle Ostro e Zeffiro, consentendo loro di disimpegnarsi e di raggiungere Bengasi e difendendosi accanitamente prima di colare a picco. Il suo comandante, Enrico Baroni, inabissatosi con l'unità, venne decorato con la Medaglia d'Oro al Valor Militare alla memoria.